# Transandinomys bolivaris
Transandinomys bolivaris é uma espécie de roedor da família Cricetidae.
Pode ser encontrada nos seguintes países: Colômbia, Costa Rica, Equador, Honduras, Nicarágua e Panamá.
Os seus habitats naturais são: florestas secas tropicais ou subtropicais e florestas subtropicais ou tropicais húmidas de baixa altitude.